# Mickey og Bønnestagen
Mickey og Bønnestagen (originaltitel: Fun and Fancy Free) er en animationsfilm fra 1947 produceret af Walt Disney, det er den 9. film i rækken af Disneys klassikere. Den indgår som segment nummer 2 af "Fun and Fancy Free". Segment nummer et er "Bongo", men den danske titel er kun opkaldt efter andet segment. Begge historier bliver præsenteret af Jesper Fårekylling.

## Segmenter

### Bongo
Bongo er historien om en cirkusbjørn, som drømmer om at leve ude i naturen, og en dag lykkedes det også for bjørnen Bongo at undslippe, og leve ude i naturen hvor han møder Luna Belle, som han bliver forelsket i.

### Mickey og Bønnestagen
Mickey og Bønnestagen er bygget på den gamle engelske folkehistorie "Jack and the Beanstalk" hvor Jack får nogle magiske bønner for familiens ko, næste morgen efter at Jack plantede sine frø, er en stage vokset helt op i skyerne, Jack beslutter sig for at kravle der op for at hente den syngende harpe, som kæmpen har stjålet fra landsbyen Lykkedahl.

## Danske Stemmer
- Jesper Fårekylling – John Martinus
- Fortæller – Louise Fribo
- Edgar Bergen – Lasse Lunderskov
- Charlie
- Ophelia
- Mortimer
- Luana Patten – Thea Iven Ulstrup
- Mickey Mouse – Anders Bircow
- Anders And – Dick Kaysø
- Fedtmule – Johan Vinde
- Harpe – Louise Engell
- Kæmpe – Peter Aude

### I Øvrigt Medvirkende
- Claus Storgaard
- Lena Brostrøm
- Trine Dansgaard
- Dorthe Hyldstrup
- Uri Pais
- Anne Dillon
- Mads Enggaard
- Johnny Jørgensen
- Torben Eskildsen
- Lars Thiesgaard
- Helle Henning